# Тимофій Петрович
Тимофі́й Петрович (криптоніми — Т. П., Т. Т.) — гравер на дереві першої половини XVII століття. 

## Роботи
Прикрасив гравюрами на дереві видання друкарні Києво-Печерської Лаври:
- «Бесіди Іоана Златоуста на 14 послань святих апостолів» (1623);
- «Бесіди Іоана Златоуста на дії святих апостолів» (1624) у ренесансовому стилі.

Першим в українській книжкові графіці XVII століття почав підписуватися під декоративними прикрасами (заставками).